# Kiana Horton
Kiana Horton (* 29. Januar 1997 in San Antonio, Texas) ist eine ehemalige US-amerikanische Leichtathletin, die sich auf den Sprint spezialisiert hat. Ihren größten sportlichen Erfolg feierte sie mit dem Gewinn der Goldmedaille in der 4-mal-400-Meter-Staffel bei den NACAC-Meisterschaften 2018 in Toronto.

## Sportliche Laufbahn
Kiana Horton wuchs in Texas auf und studierte von 2016 bis 2019 an der Baylor University. 2018 startete sie mit der US-amerikanischen 4-mal-400-Meter-Staffel bei den NACAC-Meisterschaften in Toronto und siegte dort in 3:26,08 min gemeinsam mit Briana Guillory, Jasmine Blocker und Courtney Okolo. Nach Ablauf ihres Studium beendete sie ihre aktive sportliche Karriere im Alter von nur 22 Jahren.

## Persönliche Bestzeiten
- 400 Meter: 51,22 s, 13. Mai 2018 in Waco
  - 400 Meter (Halle): 52,18 s, 23. Februar 2019 in Lubbock